# اتحاد هونغ كونغ لكرة القدم
تأسس اتحاد هونغ كونغ لكرة القدم (بالصينية: 中國香港足球總會) في عام 1914م وانضم إلى الاتحاد الدولي لكرة القدم في 1954م ثم انضم إلى الاتحاد الآسيوي لكرة القدم في 1954م.